# Junkers W 34
Юнкерс W 34 (нем. Junkers W 34) — немецкий транспортный самолёт. 
Самолёт создавался под руководством Германа Польмана. 
С 1927 года начался серийный выпуск машины. Самолёт строился в Швеции и СССР.

## Разработка, испытания и производство.
Одновременно с разработкой самолета Junkers W 33 проектировался другой транспортный самолет, который был ориентирован на установку звездообразного двигателя воздушного охлаждения. Самолет получил наименование W 34.
На первый прототип W 34 был установлен французский двигатель Gnome-Rhone "Jupiter VI", мощностью 420 л. с. Более компактный двигатель позволил увеличить размеры грузовой кабины, по сравнению с W 33, и грузовая кабина могла быть легко переоборудована под пассажирскую.
Первый полет прототипа W 34a состоялся 7 июля 1926 года. Серийное производство самолетов Junkers W 34 было организовано в 1927 году на заводах «Юнкерс» в Дессау и «АБ Флигиндустри» в Швеции. Первоначально в производстве приоритет отдавался самолетам W 33, но после того как в Германии наладили производство звездообразных моторов Siemens и BMW, выпуск W 34 поставили на поток.
Производство W 34 на авиазаводе в Дессау продолжалось до 1934 года. После образования Люфтваффе в Германии стали массово производить военные W 34 на других заводах: Хеншель — 759, Арадо — 205, Дорнье — 58, HFB — 261, Blohm & Voss — 221, ATG — 199, MIAG — 73 экземпляра. Всего военных и гражданских самолетов было выпущено 1791 экземпляров.
Кроме Германии и Швеции серийное лицензионное производство W 34 было организовано в Канаде и СССР. В Советском Союзе W 34 выпускались на московском авиаремонтном заводе до 1935 года. Из-за почти полного сходства W 34 с W 33 они также имели обозначение ПС-34.
W 34 дорабатывался и для установления мировых рекордов. В 1928 году были установлены два мировых рекорда высоты, с грузом 500 кг и 1000 кг, были достигнуты высоты 9190 м и 7907 м соответственно. 29 мая 1939 года летчик-испытатель компании "Юнкерс" на самолете, оснащенном двигателем Bristol Jupiter VII, мощностью 600 л. с., с крылом увеличенным размахом и площадью, с максимально уменьшенным общим весом, спустя 45 минут после взлета набрал высоту 12 739 м, это стало третьим мировым рекордом самолёта.

## Эксплуатация
Несмотря на то, что Junkers W 34 разрабатывался для коммерческих грузовых перевозок, большинство самолетов использовались на военной службе. В Люфтваффе W 34 применяли как лёгкий транспортный и учебно-тренировочный. Вооружение самолета состояло из одного пулемёта калибра 7,9 мм и до 100 кг бомб.
W 34 к началу Второй Мировой войны уже устарели, но продолжали применяться как транспортные, в основном в тылу. Самолеты применялись для подготовки пилотов и бортрадистов. С 1942 года эти самолеты появляются на фронте в составе ночных штурмовых групп. На конец января 1944 года люфтваффе располагали 1134 подобными машинами.
Самолет прекрасно себя зарекомендовал, показал высокую надежность в различных климатических зонах и был куплен авиакомпаниями на всех пяти континентах.
Австралия / Новая Гвинея
- Guinea Airways — в этой авиакомпании с марта 1928 года в разное время эксплуатировались пять самолетов Junkers W 34. Здесь в условиях влажного тропического климата, плохо оборудованных аэродромов цельнометаллические W 34 продемонстрировали высокую надежность и прочность. Самолеты требовали минимального ухода и легко ремонтировались. Все самолеты интенсивно эксплуатировались, в день каждый борт выполнял до десяти рейсов[2].

Бразилия
- Sindicato Condor — бразильская авиакомпания с 1930 года эксплуатировала в общей сложности шесть самолетов W 34. Самолеты возили грузы и почту.

Колумбия
- Scadta — колумбийская авиакомпания эксплуатировала двадцать W 34 с 1929 года. Во время войны с Перу самолеты использовались для снабжения колумбийской армии[2].

Канада
- Canadian Airways - канадская авиакомпания эксплуатировала шесть самолетов W 34 начиная с июля 1930 года. Самолеты выполняли грузовые рейсы, доставляя из центра страны в отдаленные провинции почту, горнодобывающее оборудование и другие грузы для геологов и охотников. В зависимости от сезона и пункта назначения самолеты летали на колесном шасси, поплавках или лыжах. У канадских юнкерсов оказалась самая длинная история эксплуатации, последний самолет был списан только в 1961 году в ввиду полного износа конструкции[2].

Финляндимя
- С 1930 по 1944 годы ВВС Финляндии приобрели 12 самолетов W 34. В основном самолеты использовались для снабжения патрулей дальнего действия, работающих за линией фронта и для эвакуации раненых, а также использовались финской пограничной охраной. Последние W 34 летали в Финляндии до 1953 года[2].

Португалия
- В январе 1933 года португальские ВМФ приобрели пять самолетов W 34 (К43) на поплавковом шасси. Самолеты использовались для аэрофотосъемки, в разведывательных и учебных целях. Все португальские гидросамолёты были выведены из эксплуатации в 1941 году[2].

Швеция
- AB Aerotransport -  в шведской авиакомпании эксплуатировались два гражданских самолета W 34 с апреля 1935 года. Три самолета использовались шведскими ВВС как машины скорой помощи.

СССР
- Аэрофлот - в авиакомпании эксплуатировалось несколько трофейных экземпляров. В 1947 году все машины были списаны[2].

До сегодняшних дней сохранилось пять экземпляров самолета Junkers W 34:
1. Оттава Канада - National Aviation Museum (на поплавках)
2. Богота Колумбия - FAC's CATAM Airbase Museum (на поплавках)
3. Стокгольм Швеция - Arianda Aerospace Museum (на колесах)[2]

## Основные модификации
- W34be, bЗе, f — имел двигатель Bristol Jupiter французского или британского производства различных модификаций. Вместимость (включая экипаж) — 6 человек.
- W34ci, di, fi — имел двигатель Pratt & Whitney Hornet американского или немецкого производства.
- W34fy, fg — имел двигатели Armstrong Siddeley Panther либо Jaguar Major.
- W34fo — имел двигатель «Пратт энд Уитни» «Уосп».
- W34hi — вариант для люфтваффе с двигателем BMW 132А/Е (660 л. с). Вместимость — 7 чел. Изготовлено 977 экземпляров.
- W34hau — аналог W34hi с мотором Bramo 322Н (715 л. с). Выпущено 997 экземпляров.
- К43 — экспортный военный вариант (поплавковый гидросамолет). Двигатель — 9-цилиндровый воздушного охлаждения «Хорнет» (525 л. с.). Стрелковое вооружение — 1-2 пулемёта; возможна подвеска до 500 кг бомб. Экипаж — 2-4 чел. Изготовлено около 20 экземпляров, поставлявшихся в Аргентину, Колумбию (K43do), Португалию (K43fy), Финляндию (K43fa).

## Служба и боевое применение
W 34 применялись в Колумбийско-перуанской войне (1932—1933) и Чакской войне. 
В Финляндии W 34 служили патрульными самолётами во время советско-финской войны. 
Два W 34 служили в ВВС Швеции.
В люфтваффе W 34 служили связными в санитарных отрядах, но большая часть их была передана в лётные школы. 
С 1942 года W 34 воевали на северном участке фронта и на территории СССР.
Также W 34 служили в ВВС Хорватии, ВВС Словакии, ВВС Болгарии. 
В послевоенное время W 34 использовались в СССР (как в ВВС так и в гражданской авиации), и в ВВС Норвегии.

## Лётно-технические характеристики
- Двигатель: BMW 132А/Е
- мощность, л. с:. 650
- Размах крыла, м.: 18,48
- Длина самолёта, м.: 10,27
- Высота самолёта, м.: 3,53
- Площадь крыла, кв. м.: 44,0
- Масса, кг:
- пустого самолёта: 1730
- максимальная взлётная: 3200
- Скорость, км/ч:
- Максимальная: 265
- Крейсерская: 230
- Время набора высоты, мин:
- 1000 м.: 3,20
- 3000 м.: 11,0
- Скороподъёмность, м/с: 5,25
- Практический потолок, м.: 6300
- Дальность полета, км.: 900